# Realdo
Realdo (Reaudu in ligure, Reaud in occitano, Rêaud in dialetto brigasco) è una frazione di 25 abitanti del comune di Triora in provincia di Imperia. Si trova in valle Argentina, al confine con la val Roia francese. Fino al trattato di Parigi del 1947 era in Piemonte, nella provincia di Cuneo, come frazione di Briga Marittima, per poi passare alla Liguria. Insieme a Verdeggia è l'unica isola linguistica brigasca ligure.

## Storia

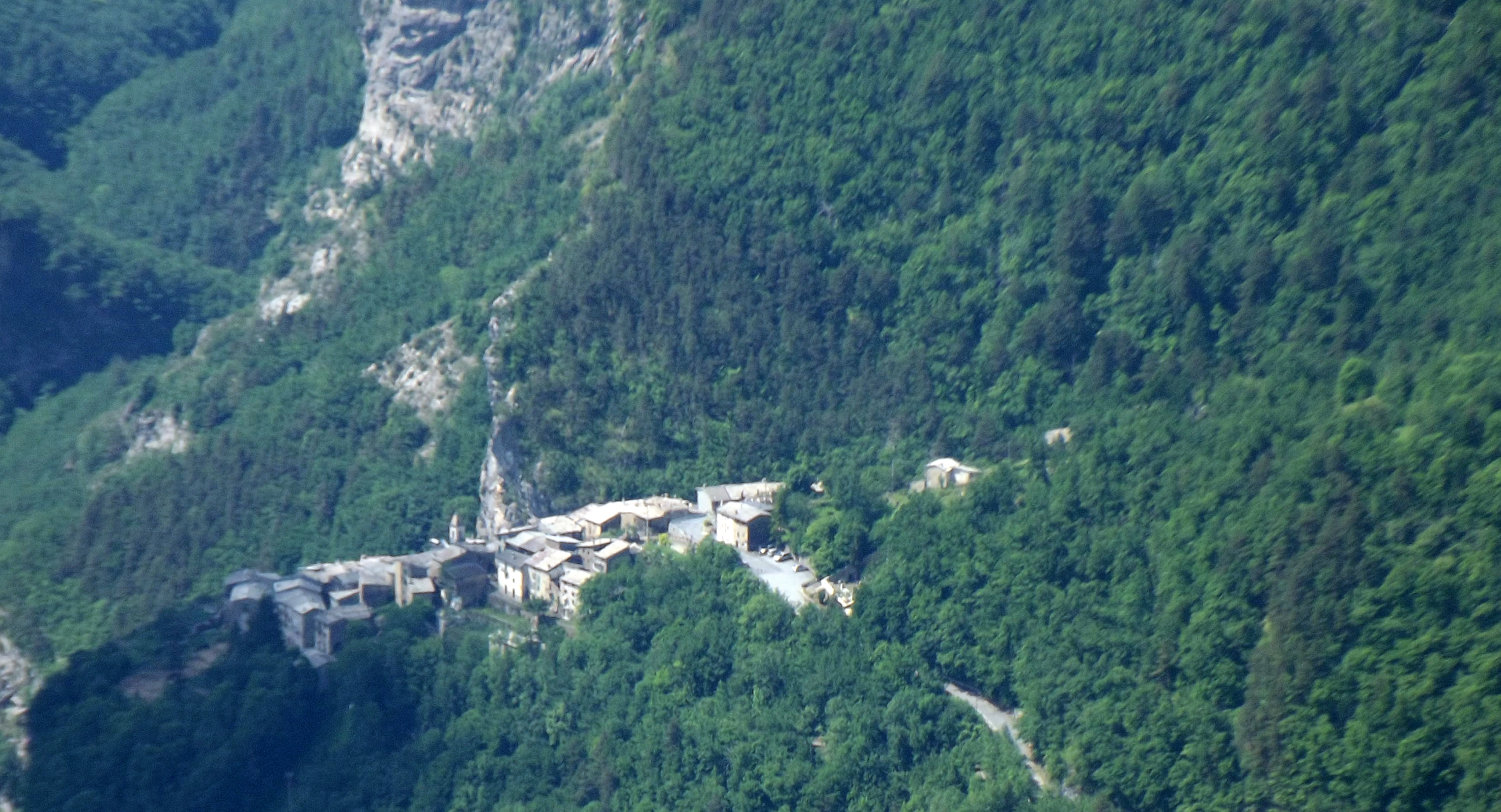
Panorama del paese dal monte Saccarello

Realdo venne fondato da mezzadri delle grandi famiglie nobili e borghesi di Briga Marittima, da figli cadetti delle stesse e da gente comune di provenienza roiasca che nel XV - XVI secolo si stanziarono sulle proprietà delle genti brigasche o su terre incolte al di qua dei colli Sanson e Collardente fondando le borgate o case sparse (ora solo in parte abbandonate) che contornano l'abitato stesso della "Casa della Rocca" o "Cà da Roca", come veniva chiamato ed è tuttora chiamato il borgo di Realdo.
L'esigenza di avere un punto comune di riferimento, o più verosimilmente la presenza in loco di una stazione commerciale dei grossisti della lana (probabilmente commercianti ebrei o valdesi) e la fondazione di un luogo di culto comune a tutti gli insediamenti sparsi, fecero da polo d'attrazione per i discendenti dei primi fondatori, che col passare dei decenni, costruirono la casa "di famiglia" o "di gens" attorno a tali punti di aggregazione, sulla Rocca a picco sull'alta Argentina, ove già pare avesse sede anche un posto di guardia dei militi di frontiera dell'esercito sabaudo (i Preposti o perpusé - in lingua locale -) giungendo in tal modo a costituire il borgo attuale.
Per secoli "Realdo", toponimo dapprima indicante una ben precisa area e poi divenuto denominazione del solo abitato, è stato il confine estremo dei possedimenti del Ducato di Savoia con la Repubblica di Genova.

## Monumenti e luoghi d'interesse

### Architetture religiose
La locale chiesa parrocchiale è intitolata a Nostra Signora del Rosario e fu riedificata nel corso del XVIII secolo.

## Economia
Attualmente il paese ha un'economia basata principalmente sul turismo estivo, avendo un clima molto fresco durante il periodo estivo. Nell'antico borgo è presente un rifugio alpino oltre a molte seconde case di emigrati brigaschi, che ormai abitano sulla costa per motivi lavorativi. Si stima che nel periodo estivo, la popolazione superi le 50 unità. Il paese non possiede alcuna attività economica, eccetto un bar-trattoria/b&b nei week end e aperto invece tutti i giorni nel periodo estivo.
Fino alla fine degli anni novanta del Novecento vi era una considerevole attività economica nel settore estrattivo, sia di ardesia, sia di pietra naturale; attività che tuttora ha lasciato il segno nel paesaggio e nell'idrografia. L'attività è andata in declino a causa della concorrenza globale nel settore, che ha fatto abbandonare i siti poco remunerativi, visti i costi logistici.

## Infrastrutture e trasporti

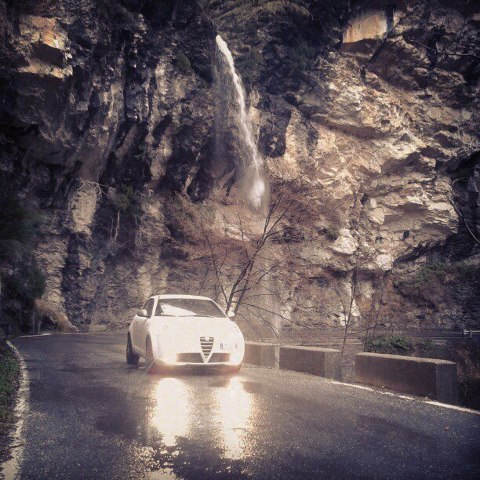
Immagine di una cascata naturale che sovrasta la strada che conduce a Realdo

### Strade
Il paese è raggiungibile tramite la strada provinciale 81 che, partendo dal capoluogo comunale, raggiunge il paese di Realdo e Verdeggia, tramite una diramazione all'altezza del Ponte della Pace, costruito come celebrazione della pace tra i cittadini di Realdo e Verdeggia. La strada ha le caratteristiche delle strade di alta montagna e passa per altre frazioni dell'omonimo comune, tra cui Loreto (passando accanto alla gola).
Da Realdo, inoltre, parte una strada di montagna (in parte asfaltata) aperta parte dell'anno, costruita prima della seconda guerra mondiale a fini militari, che porta alla Bassa di Sanson permettendo di raggiungere i valichi circostanti, i paesaggi di montagna, e altre località quali monte Saccarello (e si può proseguire da esso verso Limone Piemonte, Monesi di Triora e Briga Alta, ovvero nella alta val Arroscia), Briga (La Brigue, tramite la Bassa di Sanson), Cima Marta, Colla Melosa, Collardente, Passo della Guardia (dove si può raggiungere Triora), Colle del Garezzo (ove si accede con un profilo all'alta val Arroscia senza doppiare la cima del Saccarello). La strada, fino a qualche anno fa, veniva usata anche per scopi estrattivi, data al presenza di cave di ardesia in zona.